# 王序 (弘治進士)
王序（1456年—？），字天秩，直隸真定府平山縣人，軍籍，明朝政治人物。

## 生平
順天府鄉試第六十九名舉人。弘治三年（1490年）中式庚戌科會試第二百八十二名，三甲第二百零五名進士。六年八月授翰林院檢討，陪諸王讀書，與其餘十人進士以府潦沉滯，請別為敘遷之格，吏部尚書耿裕寢其奏，徐浤、翟敬等復詣部爭之，耿裕不聽，遂群詬而出，事聞下鎮撫鞫問，孝宗以浤等詆毀大臣，免贖罪，照前例俱黜為民。後官江都縣知縣。

## 家族
曾祖王仁美；祖父王讓；父王章，鴻臚寺署丞。母張氏。永感下。弟王庆，弘治六年進士。